# Marian Gold
Marian Gold, eg. Hartwig Schierbaum, född 26 maj 1954 i Herford, Nordrhein-Westfalen, Västtyskland, är en tysk musiker och sångare i popgruppen Alphaville.

## Diskografi

### Soloalbum
- So Long Celeste (1992)
- United (1996)

### Solosinglar
- "And I Wonder" (1992)
- "One Step Behind You" (1993)
- "Today" (Promo) (1994)
- "Feathers and Tar" (Promo) (1996)